# حليب مجفف

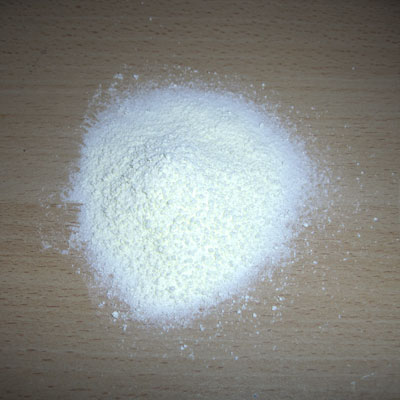
حليب مجفف.

الحليب المجفف أو مسحوق الحليب أحد منتجات الألبان التي تصنع من تبخير الحليب حتى الجفاف. أحد أهداف تجفيف الحليب هو حفظه، إذ أن مدة الصلاحية للحليب المجفف أطول بكثير من الحليب السائل، وليست هناك حاجة لوضعه في الثلاجة. من أحد الأسباب الأخرى المميزة للحليب المجفف هي سهولة النقل والتخزين.
يحوي الحليب كامل الدسم على محتوى من الماء حوالي 87.5%، والذي يخفّض إلى حوالي 3% عند تجفيف الحليب. حسابياً، من أجل إنتاج كيلوغرام واحد من الحليب المجفف، فإنه يلزم حوالي ستة إلى سبعة ألتار من الحليب. يحصل على الحليب المجفف باستخدام تقنية التجفيف بالترذيذ.